# مارتن فرانكل
مارتن فرانكل (بالإنجليزية: Martin Frankel)‏ هو شخصية أعمال أمريكي، ولد في 1954 في توليدو في الولايات المتحدة.